# Djamchid Amirov
Djamchid Amirov(écrivain) (en azéri : Əmirov Cəmşid Cabbar oğlu; né le 10 février 1918 et meurt le 29 décembre 1982) est un écrivain, fondateur du genre policier dans la littérature azerbaïdjanaise, membre de l'Union des écrivains de l'Azerbaïdjan en 1962.

## Biographie
Djamchid Djabbar oghlu Amirov naît dans la ville de Nakhitchevan, en Azerbaïdjan. Il étudie à l'Institut industriel azerbaïdjanais du nom d'Azizbekov (1934), actuellement , et collabore avec des journaux nationaux.
Il travaille ensuite comme secrétaire exécutif du journal Jeunesse azerbaïdjanaise (1937-1940), chef de service du journal Jeune Travailleur (1940-1941), secrétaire exécutif du journal Bolchevik (1941), ingénieur géologue de la société Azizbeyovneft (de mai à décembre 1941). Pendant la Seconde Guerre mondiale, il sert sur les lignes de front comme officier dans l'armée soviétique en Allemagne, en Pologne, en Tchécoslovaquie, en Autriche et en Chine. 
Il meurt le 29 décembre 1982.

## Publications
Après l'armée, il prend une part active à la construction de l'autoroute Baïkal-Amour. Puis il travaille comme chef de département au journal Jeunesse azerbaïdjanaise, envoyé spécial du journal Commerce soviétique (Moscou), rédacteur en chef du Neftnachr, rédacteur en chef adjoint du magazine Économie pétrolière de l’Azerbaïdjan, chef de département du journal Bakou. Pendant un certain temps, il occupe le poste du directeur du Collège financier et de crédit de Bakou (1969-1972). Puis il prend sa retraite.
- L’opération de côte, Bakou: Detizdat, 1958, 274 p.[4]
- L’affaire de diamant, Bakou: Azərnechr, 1963, 328 p.
- Gara Volqa (Volga noire), Bakou: Azərnechr, 1966, 312 p.[5]
- Quand la ville dort, Bakou: Yazıchi, 1982, 200 p.

## Filmographie
- L’enquête se poursuit (1966)
- Volga noire (1994)